# Berry (Alabama)
Pour les articles homonymes, voir Berry (homonymie).
Berry est une municipalité américaine située dans le comté de Fayette en Alabama.
Selon le recensement de 2010, sa population est de 1 148 habitants. La municipalité s'étend sur 10,77 milles carrés (27,89 km2).

## Démographie
| 1900 | 1910 | 1920 | 1930 | 1940 | 1950 | 1960 | 1970 |
| ---- | ---- | ---- | ---- | ---- | ---- | ---- | ---- |
| 245  | 372  | 491  | 500  | 639  | 715  | 645  | 679  |

| 1980 | 1990  | 2000  | 2010  | - | - | - | - |
| ---- | ----- | ----- | ----- | - | - | - | - |
| 916  | 1 218 | 1 238 | 1 148 | - | - | - | - |